# Blackstone (Virgínia)
Blackstone és una població dels Estats Units a l'estat de Virgínia. Segons el cens del 2000 tenia 3.675 habitants.

## Demografia
Segons el cens del 2000, Blackstone tenia 3.675 habitants, 1.430 habitatges, i 886 famílies. La densitat de població era de 313,2 habitants per km².
Dels 1.430 habitatges en un 29% hi vivien nens de menys de 18 anys, en un 38,7% hi vivien parelles casades, en un 18,3% dones solteres, i en un 38% no eren unitats familiars. En el 33,6% dels habitatges hi vivien persones soles el 17,6% de les quals corresponia a persones de 65 anys o més que vivien soles. El nombre mitjà de persones vivint en cada habitatge era de 2,41 i el nombre mitjà de persones que vivien en cada família era de 3,06.
Per edats la població es repartia de la següent manera: un 24,3% tenia menys de 18 anys, un 7,4% entre 18 i 24, un 25,4% entre 25 i 44, un 21,6% de 45 a 60 i un 21,3% 65 anys o més.
L'edat mediana era de 40 anys. Per cada 100 dones de 18 o més anys hi havia 76,5 homes.
La renda mediana per habitatge era de 27.566 $ i la renda mediana per família de 41.520 $. Els homes tenien una renda mediana de 26.419 $ mentre que les dones 17.905 $. La renda per capita de la població era de 15.562 $. Entorn del 20,2% de les famílies i el 26,5% de la població estaven per davall del llindar de pobresa.

## Poblacions més properes
El següent diagrama mostra les poblacions més properes.